# NGC 6279
NGC 6279 في الفهرس العام الجديد، هي مجرة محدبة، تقع في كوكبة الجاثي. اكتشفت في 23 أكتوبر 1886 بواسطة لويس سويفت.

## روابط خارجية
- NGC 6279 على موقع ويكي سكاي: DSS2, SDSS, GALEX, IRAS, Hydrogen α, X-Ray, Astrophoto, Sky Map, Articles and images